# Osiedle Naramowice
Osiedle Naramowice – osiedle samorządowe (jednostka pomocnicza gminy) Poznania (od 1 stycznia 2011 roku).

## Granice
Osiedle Naramowice graniczy:
- z Osiedlem Piątkowo (granica – ulica Umultowska)
- z Osiedlem Umultowo (granica – trasa linii kolejowej nr 395, al. Solidarności)
- z gminą Czerwonak (granica – rzeka Warta)
- z Osiedlem Główna (granica – rzeka Warta)
- z Osiedlem Nowe Winogrady Wschód (granica – ul. Lechicka)

## Podział
Podział w Systemie Informacji Miejskiej
Według Systemu Informacji Miejskiej Osiedle Naramowice jest podzielone na trzy jednostki obszarowe:
- Naramowice
- Wilczy Młyn
- Osiedle Władysława Łokietka

## Siedziba Rady Osiedla
Adres rady osiedla
Zespół Szkolno-Przedszkolny Nr 1, osiedle Władysława Łokietka 104.

## Komunikacja
Osiedle obsługują autobusy MPK Poznań linii 167, 169 i 911 oraz linie nocne 214 i 224.